# Jan Niemiec

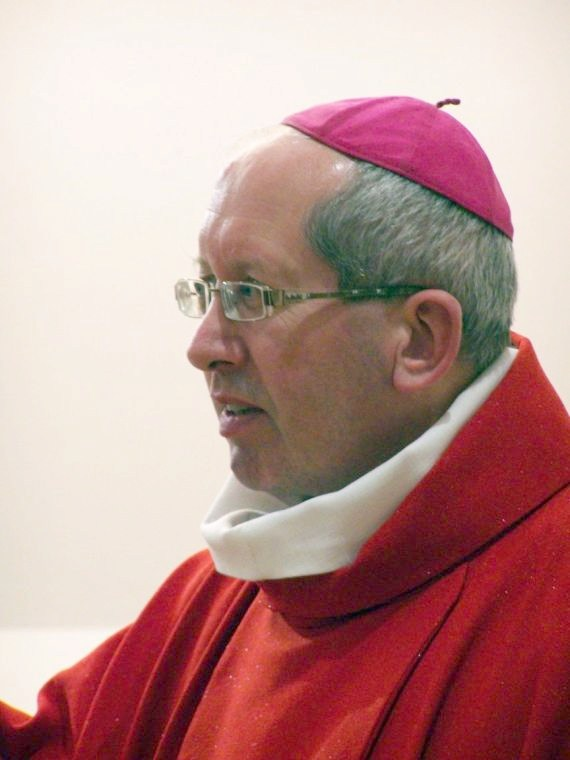
Jan Niemiec (2008)

Wappen von Jan Niemiec

Jan Niemiec (* 14. März 1958 in Rzeszów; † 27. Oktober 2020 in Łańcut) war ein polnischer Geistlicher, römisch-katholischer Theologe und Weihbischof in Kamjanez-Podilskyj, Ukraine. Er war Aktivist der Revolution und Reform in Polen und der August-Streiks 1980 in Polen.

## Leben
Jan Niemiec studierte an der Pädagogischen Hochschule Rzeszów. 1980 war er Mitbegründer des Unabhängigen Studentenverbands NZS an seiner Universität. Während seines Studiums engagierte er sich zudem in der Akademischen Seelsorge „Wieczernik“. Nach seinem Abschluss in Rzeszów trat er in das Theologische Seminar in Przemyśl ein und studierte Philosophie und Theologie. Der Bischof von Przemyśl, Ignacy Tokarczuk, spendete ihm am 24. Juni 1987 die Priesterweihe. Als Pfarrer arbeitete er in der Pfarrei Unserer Lieben Frau Königin von Polen in Stalowa Wola, wo er Streikende bei den Aktivitäten der Solidarność in den Rüstungs- und Stahlbetrieben von Huta Stalowa Wola unterstützte. Während dieser Zeit wurde er politisch überwacht und unterdrückt. 1989 begann er sein Doktoratsstudium an der Katholischen Universität Lublin.
1991 absolvierte er ein kirchenhistorisches Studium an der Katholischen Universität Lublin. 1992 reiste er zusammen mit einer Gruppe von Priestern aus dem Erzbistum Przemyśl in die Ukraine und arbeitete als Dozent am theologischen Seminar in Horodok (polnisch: Gródek) sowie als Pfarrer. 1998 verteidigte er seine Dissertation am Institut für Geschichte der Polnischen Akademie der Wissenschaften. Er war Professor, von 1992 bis 2001 Studienpräfekt und von 2001 bis 2007 Rektor des Priesterseminars in Gródek.
Papst Benedikt XVI. ernannte ihn am 21. Oktober 2006 zum Weihbischof in Kamjanez-Podilskyj und Titularbischof von Decoriana. Der Erzbischof von Lemberg, Marian Kardinal Jaworski, spendete ihm am 8. Dezember desselben Jahres die Bischofsweihe; Mitkonsekratoren waren Erzbischof Ivan Jurkovič, Apostolischer Nuntius in der Ukraine, und Maksymilian Leonid Dubrawski OFM, Bischof von Kamjanez-Podilskyj. Als Wahlspruch wählte er Ecce Agnus Dei.
Niemiec starb Ende Oktober 2020 an den Folgen von COVID-19 im Spital in Łańcut.

## Ehrungen und Auszeichnungen
- 1992 Offizierskreuz des Orden Polonia Restituta für seinen Einsatz für die Aktivitäten der Solidarność in der Huta Stalowa Wola
- 2015 Auszeichnung Świadek Historii (Zeuge der Geschichte)
- 2018 Auszeichnung Krzyż Wolności i Solidarności (Kreuz der Freiheit und der Solidarität)
- 2020 Auszeichnung Medal Stulecia Odzyskanej Niepodległości (Medaille des 100. Jahrestages der Wiedererlangung der Unabhängigkeit)